# Scranton (Pennsylvania)
Scranton er en amerikansk by og administrativt centrum i det amerikanske county Lackawanna County, i staten Pennsylvania. Scranton har 76.328(2020) indbyggere.

## Trivia
- Byen er hjemsted for det fiktive papirfirma Dunder Mifflin i komedieserien The Office. Noget der har betydet større tilstrømning af turister til byen.
- Scranton er Joe Bidens fødeby.

## Ekstern henvisning
- Wikimedia Commons har flere filer relateret til Scranton (Pennsylvania)
- Scrantons hjemmeside (engelsk)